# Fukushima United FC
Fukushima United F.C. (福島ユナイテッドFC Fukushima Yunaiteddo Efushī) là một CLB bóng đá Nhật Bản đến từ thành phố Fukushima, thủ phủ của tỉnh Fukushima. CLB được thành lập vào năm 2006, sáp nhập bởi hai đội FC Pelada Fukushima và Junkers. CLB chơi ở giải đấu Japan Football League, giải đấu hạng ba ở hệ thống Japanese football league vào năm 2013. Bắt đầu từ 2014, CLB sẽ thi đấu ở giải đấu vừa mới thành lập là J3 League.

## Ghi Nhớ
| Season | Div. | Tms. | Pos. | Attendance/G | Emperor's Cup |
| ------ | ---- | ---- | ---- | ------------ | ------------- |
| 2013   | JFL  | 18   | 14   | 1,027        | 2nd Round     |
| 2014   | J3   | 12   | 7    | 1,321        | 1st Round     |

từ khóa
- Tms. = Số lượng đội banh
- Pos. = Vị trí mùa giải
- Attendance/G = Số lần tham dự trung bình